# Leptura taranan
Leptura taranan es una especie de escarabajo longicornio del género Leptura, categorizada en la tribu Lepturini, de la subfamilia Lepturinae. Fue descrita por Kano en 1933.

## Descripción
Mide 15-21 mm de longitud.

## Distribución
Se distribuye por China.